# 川原元樹
川原 元樹（かわはら もとき、1984年5月15日 - ）は、京都府京都市出身のサッカー指導者、元サッカー選手。現役時代のポジションは、ゴールキーパー（GK）。

## 来歴
日本の大学を卒業後、ドイツのケルン体育大学へ留学。在学中は選手として6部相当のリーグでプレーした。
指導者に転向後、2008年からアルミニア・ビーレフェルトのアカデミーでコーチ、監督を歴任。2012年に移ったハノーファー96では、酒井宏樹の通訳としてトップチームに帯同した。
2013年より、松本山雅FCのアカデミーでGKコーチを3年間務めた。
2017年、FC岐阜のトップチームGKコーチに就任した。
2020年、ジェフユナイテッド千葉のGKコーチに就任した。

## 所属クラブ
- SVドイツ05
- SCボルシア・リンデンタール＝ホーヘンリント（英語版）

## 指導歴
- 2008年 - 2012年  アルミニア・ビーレフェルト
  - 2008年 ジュニア コーチ
  - 2008年 - 2010年 アカデミー GKコーチ 兼 セカンドチーム（U-23） アシスタントGKコーチ
  - 2010年 ジュニア 監督
  - 2010年 - 2012年 アカデミー GKコーチ 兼 セカンドチーム（U-23） アシスタントGKコーチ
  - 2012年 トップチーム 臨時GKコーチ
- 2012年  ハノーファー96
  - 2012年 U-17 GKコーチ
  - 2012年 トップチーム 通訳
- 2013年 - 2015年  松本山雅FCアカデミー GKコーチ
- 2016年  Double PASS Japan アセッサー
- 2017年 - 2019年  FC岐阜 GKコーチ
- 2020年 -  ジェフユナイテッド千葉 GKコーチ